# جزیره کونی، میسوری
جزیره کونی (به انگلیسی: Coney Island) یک روستا (ایالات متحده آمریکا) در ایالات متحده آمریکا است که در شهرستان استون، میزوری واقع شده‌است.
 جزیره کونی ۰٫۱۷ کیلومتر مربع مساحت و ۷۵ نفر جمعیت دارد و ۲۹۸ متر بالاتر از سطح دریا واقع شده‌است.